# Suffragette City
«Suffragette City» — сингл Дэвида Боуи.
Песня, записанная к концу сессии альбома The Rise and Fall of Ziggy Stardust and the Spiders from Mars, стала в 70-х годах одной из визитных карточек Боуи эпохи глэм-рока. Её фортепьянный риф явно подвержен влиянию Литтл Ричарда, а текст содержит отсылки к роману Энтони Бёрджесса «Заводной апельсин» и снятому по нему фильму Стэнли Кубрика. «Suffragette City» оказала большое влияние на панк-рок, расцветший через несколько лет после выхода песни. Композиция стала непременным элементом концертов Боуи 70-х годов и одним из его наиболее известных хитов.
В 1976 году песня была на сборнике Боуи ChangesOneBowie, вышедшем в Британии. В США песня вышла на сингле, с композицией «Stay» на обратной стороне. Сингл провалился в чартах.
«Suffragette City» впоследствии не раз использовалась в различных фильмах и видеоиграх. Кавер-версии этой песни были записаны несколькими десятками исполнителей.

## Участники записи
- Продюсеры:
  - Кен Скотт для Suffragette City
  - Гарри Маслин для Stay
  - Дэвид Боуи
- Музыканты:
  - Дэвид Боуи: вокал, гитара на Suffragette City
  - Мик Ронсон: гитара, пианино, ARP синтезатор на Suffragette City
  - Тревор Болдер: бас-гитара на «Suffragette City»
  - Мик Вудмэнси: ударные на Suffragette City
  - Карлос Аломар, Эрл Слик: гитара на Stay
  - Джордж Мюррей: бас на Stay
  - Деннис Дэвис: ударные на Stay
  - Рой Биттан: пианино на Stay